# Хвостик Олексій Іванович
Олексій Іванович Хвостик (10 червня 1985 — 24 лютого 2022) — український військовослужбовець, лейтенант Національної гвардії України.

## Життєпис
Народився у селі Вербове Пологівського Району Запорізької області 10 червня 1985 року.
2018 року був нагороджений головою Херсонської обласної державної адміністрації Андрієм Гордєєвим почесною грамотою та подякою
24 лютого 2022 року групі під його командуванням тривалий час вдавалось стримувати колону ворожих танків, що рухалась з м. Олешки, маючи при цьому тільки один БТР. Коли почалось бомбардування ворожої авіації, він надав наказ усім членам своєї групи відступати, лишившись наодинці з ворогом. Своїми діями надав можливість евакуювати особовий склад військової частини НГУ (більше 300 чоловік) та вивезти важливі документи. До останнього прикривав відхід своєї групи, загинувши в районі Антонівського мосту біля м. Херсон

## Нагороди
- орден «За мужність» III ступеня (28 лютого 2022) — за особисту мужність і самовіддані дії, виявлені у захисті державного суверенітету та територіальної цілісності України, вірність військовій присязі[2]